# 269323 Madisonvillehigh
269323 Madisonvillehigh è un asteroide della fascia principale. Scoperto nel 2008, presenta un'orbita caratterizzata da un semiasse maggiore pari a 2,8875447 UA e da un'eccentricità di 0,0221999, inclinata di 10,73419° rispetto all'eclittica.
L'asteroide è dedicato all'istituto di istruzione secondaria Madisonville High School dell'omonima località del Texas.